# Jocurile Olimpice de vară din 1908
A IV-a ediție a Jocurilor Olimpice s-a desfășurat la Londra, Anglia în perioada 27 aprilie - 31 octombrie 1908. Deoarece oficialitățile grecești insistau în dorința ca întrecerile olimpice să aibă loc numai pe pământ grecesc, CIO a făcut o concesie și a aprobat organizarea la Atena a unei ediții jubiliare, în 1906, pentru a sărbători împlinirea a 10 ani de la reluarea Jocurilor Olimpice. Ulterior, rezultatele înregistrate cu această ocazie au fost considerate ca neoficiale iar Olimpiada de la Londra considerată cea de-a patra ediție.

## Organizare
- Orașe candidate: Berlin, Milano și Roma. Jocurile au fost atribuite Romei dar după erupția Vezuviului din 1906, ele au fost reatribuite Londrei.
- Au participat 22 de țări și 2.008 sportivi (1971 bărbați, 37 femei) care s-au întrecut în 110 probe din 21 de sporturi.
- Sporturi din program: Atletism; Fotbal; Canotaj; Ciclism; Gimnastică; Hochei de câmp; Jeu de paume; Lacrosse; Lupte; Motonautică; Polo; Box; Rackets; Rugby; Scrimă; Sporturi nautice; Tenis; Tir; Frânghie; Tir cu arcul; Iahting.
- Gazdele au construit într-un interval foarte scurt Stadionul White City cu o capacitate de 68.000 de locuri.
- Ceremonia a fost deschisă de regele Eduard al VII-lea.
- La ceremonie, continuând practica de la Jocurile Intercalate din 1906, echipele au defilat în urma steagului național al fiecărei țări.
- Distanța probei de maraton a fost stabilită la 42,195 km (distanță oficializată în 1924). Linia de start a fost mutată pentru a permite familiei regale o bună perspectivă deoarece startul s-a dat de la Castelul Windsor.
- Proba de aruncare a discului s-a efectuat atât prin procedeul „elen”, de pe loc, cât și prin cel „modern”, cu piruetă. Pentru prima dată s-a folosit prăjina de bambus.
- Sporturi noi: bărci cu motor, polo călare, rackets, tenis în sală, jeu de paume, patinaj artistic.

## Sporturi olimpice
| - Atletism - Bărci cu motor - Box - Canotaj - Ciclism - Fotbal | - Gimnastică - Hochei pe iarbă - Jeu de paume - Lacrosse - Lupte - Lupte cu odgonul | - Natație - Navigație - Patinaj artistic - Polo - Polo pe apă - Rackets | - Rugby - Sărituri în apă - Scrimă - Tenis de câmp - Tir - Tir cu arcul |

## Evenimente marcante

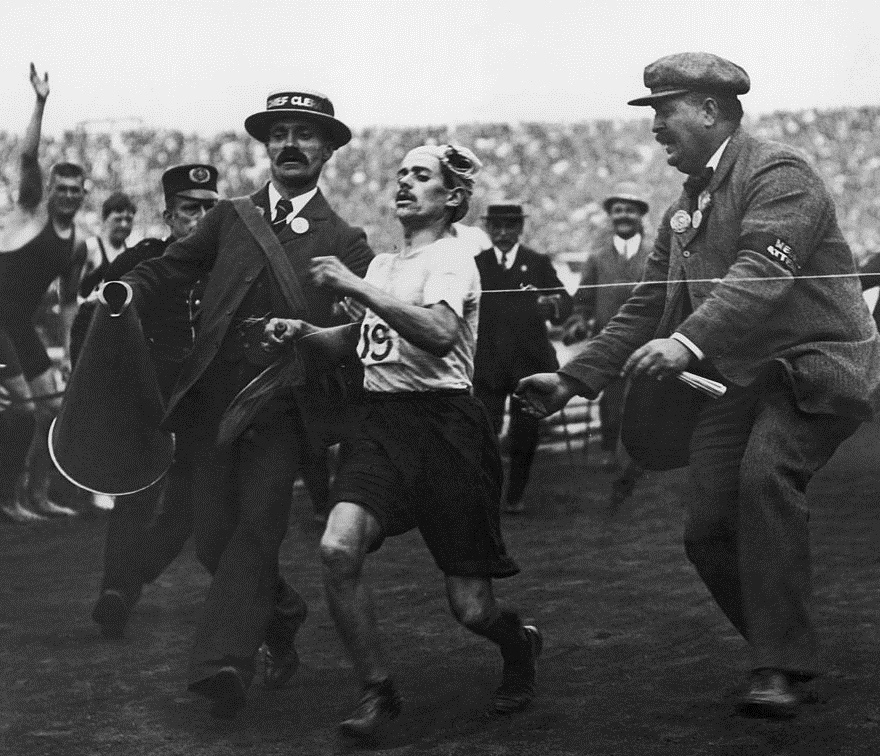
Dorando Pietri trece linia de sosire.

- Înotătorul englez Henry Taylor a fost triplu campion olimpic și supranumit de presa vremii „steaua întrecerilor”.
- La 400 m, britanicul Halswelle a alergat singur în finală, adversarii săi, toți americani, retrăgându-se în semn de protest, pentru că unul dintre ei fusese descalificat.
- La proba de maraton, italianul Dorando Pietri a trecut primul linia de sosire dar după ce a fost ajutat pe ultimii metri.[1] Americanul John Hayes, situat pe locul doi a făcut contestație și a fost declarat campion olimpic.

## Clasamentul pe medalii
Legendă
      Țara gazdă
| Loc | Țară                             | Aur | Argint | Bronz | Total |
| --- | -------------------------------- | --- | ------ | ----- | ----- |
| 1   | Marea Britanie (GBR)             | 56  | 51     | 39    | 146   |
| 2   | Statele Unite ale Americii (USA) | 23  | 12     | 12    | 47    |
| 3   | Suedia (SWE)                     | 8   | 6      | 11    | 25    |
| 4   | Franța (FRA)                     | 5   | 5      | 9     | 19    |
| 5   | Germania (GER)                   | 3   | 5      | 5     | 13    |
| 6   | Ungaria (HUN)                    | 3   | 4      | 2     | 9     |
| 7   | Canada (CAN)                     | 3   | 3      | 10    | 16    |
| 8   | Norvegia (NOR)                   | 2   | 3      | 3     | 8     |
| 9   | Italia (ITA)                     | 2   | 2      | 0     | 4     |
| 10  | Belgia (BEL)                     | 1   | 5      | 2     | 8     |

## România la JO 1908
România nu a participat.

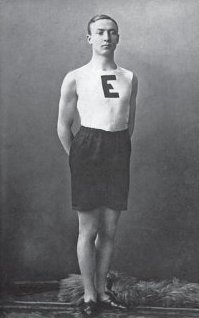
István Somodi

În schimb poate fi remarcată obținerea primei medalii olimpice de către un sportiv român, este vorba de atletul Ștefan Somodi din Cluj care a obținut medalia de argint la săritura în înălțime, concurând sub drapelul Ungariei, deoarece Transilvania era în acel moment parte a Imperiului Austro-Ungar.